# Mělník
Mělník [ˈmɲɛlɲiːk] (Ausspracheⓘ; deutsch Melnik, älter auch Melnick) ist eine Stadt in der Region Mittelböhmen in Tschechien. Die ehemalige Königsstadt an der Elbe (Labe), in welche hier die Moldau (Vltava) mündet, ist seit der Jungsteinzeit besiedelt. Die Kleinstadt war im 9. und 10. Jahrhundert die Hauptsiedlung des slawischen Stammes der Pschowanen – so befand sich an Stelle des Schlosses die Burgstätte Pšov, der Geburtsort der Königsgroßmutter Ludmilla von Böhmen. In der Nähe der Stadt befindet sich der, ebenso wie  die Königsgroßmutter, sagenumwobene Berg Říp.

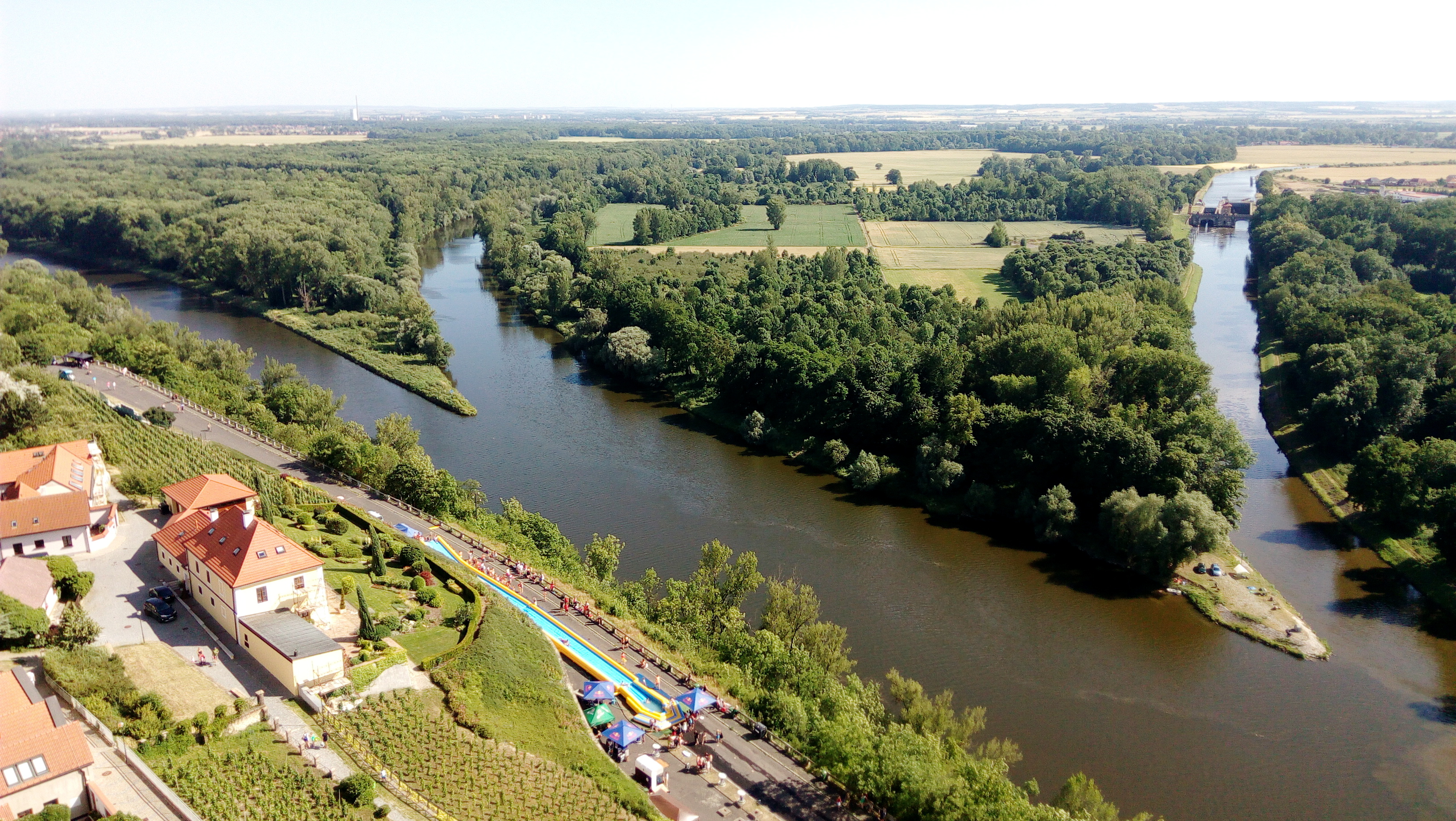
Mündung der Moldau (mittig) und des Moldaukanals (rechts) in die Elbe bei Mělník

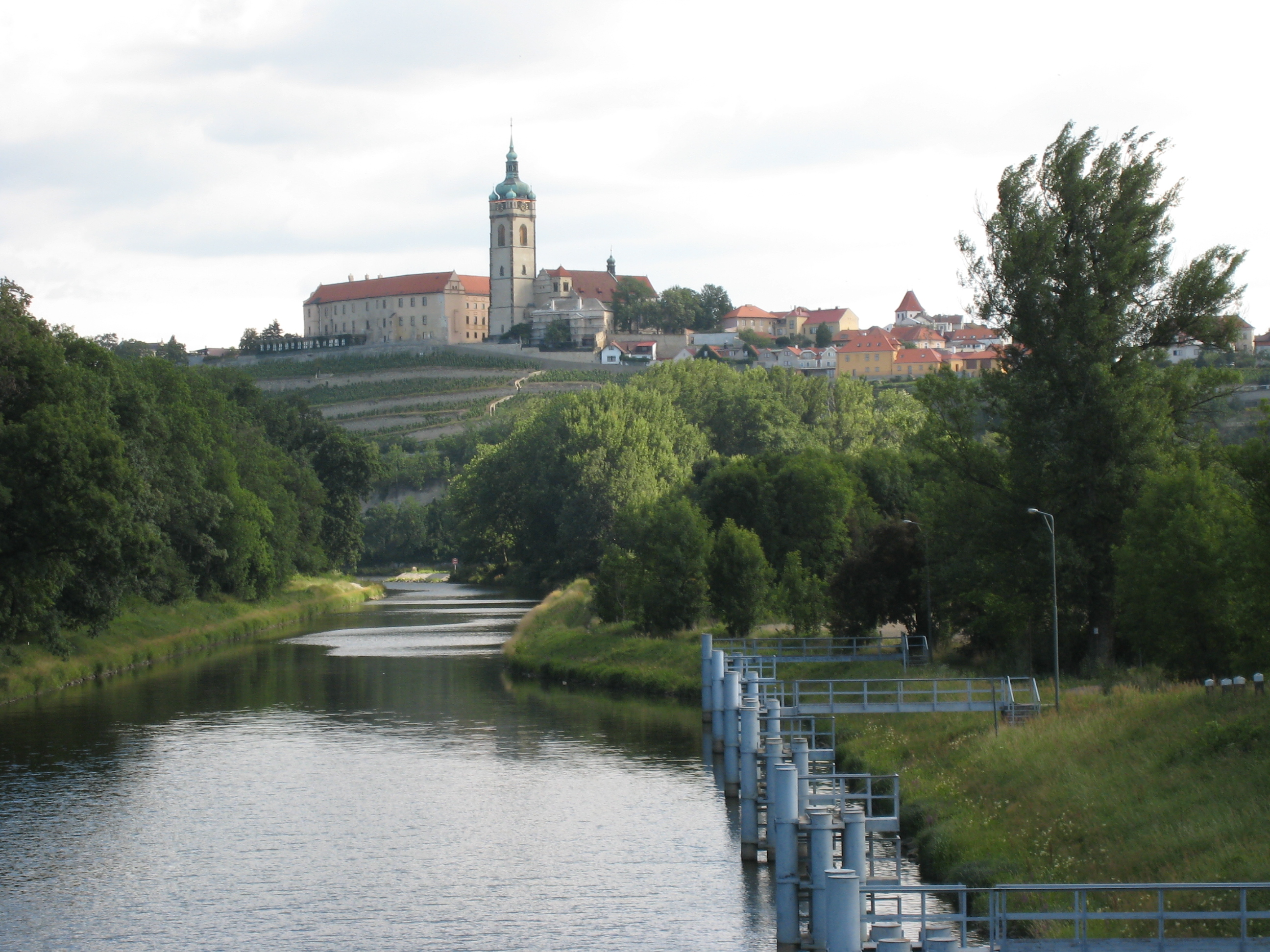
Schloss Mělník, Weinbau und Moldaukanal

## Geografie
Mělník liegt etwa 30 km nördlich von Prag am Zusammenfluss von Moldau und Elbe. Die Stadt liegt auf der rechtselbischen Seite gegenüber der Einmündung der Moldau. Der in Mělník angebaute Wein ist die bedeutendste Weinbaulage in Böhmen; er ist jedoch nicht mit dem Melniker-Wein aus dem bulgarischen Melnik zu verwechseln.

## Geschichte

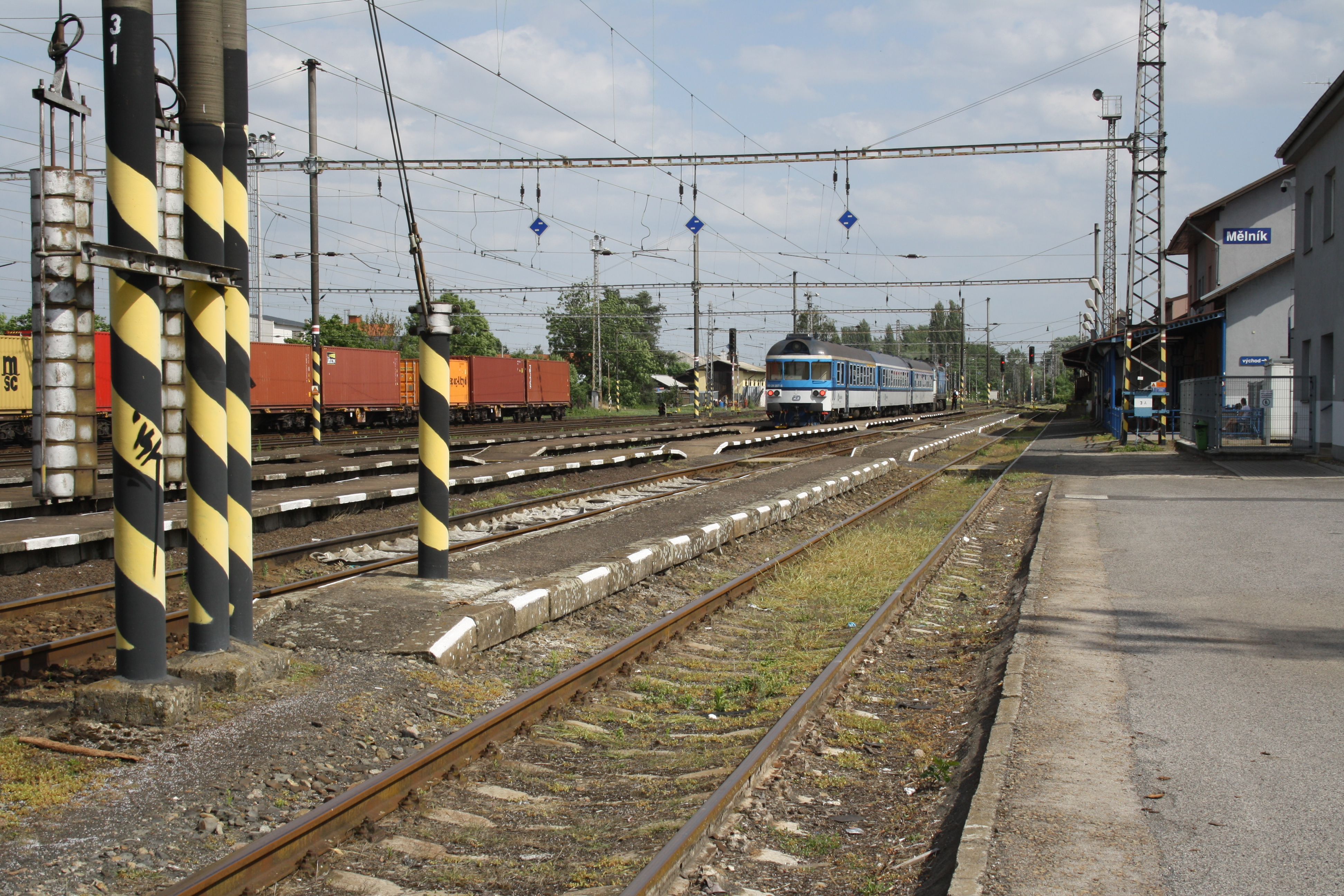
Bahnhof

An der Stelle des späteren Mělníks stand ursprünglich eine slawische Burgstätte der Pschowanen. Die Tochter des letzten Pschowanenfürsten Slavibor, die später heiliggesprochene Ludmilla von Böhmen, wurde um 880 mit dem christlichen Přemyslidenfürsten Bořiwoj verheiratet. Nach Slavibors Tod fielen dessen Besitzungen an die Přemysliden.
Anstelle der älteren Ortsbezeichnung „Psow antiquitus“ kam Ende des 10. Jahrhunderts der neue Name „Myelnik“ auf. Emma, die zweite Frau des böhmischen Fürsten Boleslav des Frommen, nahm hier ihren Witwensitz. Sie ließ als erste Fürstin im Reich eigene Münzen in „Melnic civitas“ prägen.
Der böhmische König Ottokar II. Přemysl erhob Mělník 1274 zur Königsstadt und verlieh ihr das Magdeburger Stadtrecht. Für 1328 ist vor den Toren der Stadt ein Spital nachgewiesen. Kaiser Karl IV. verlieh Mělník zahlreiche Privilegien. Auch der Mělníker Weinbau geht auf ihn zurück: an den dortigen Elbhängen ließ er Weinreben aus Burgund anbauen. In den Hussitenkriegen war Mělník, das sich politisch dem Prager Städtebund angeschlossen hatte, nach 1436 wiederholt Tagungsort der Utraquisten.
Mělník war als Leibgedinge Witwensitz zahlreicher böhmischer Königinnen, u. a. der Barbara von Cilli und von Georg von Podiebrads zweiter Frau Johanna von Rosental. Nach deren Tod 1475 wurde Mělník mehrmals verpfändet. 1542 war es im Besitz des Zdislav Berka von Dubá, der die Burg zu einem Renaissanceschloss umbauen ließ. 1646 ging Mělník an Hermann Czernin von Chudenitz, der sich bei der Schlacht am Weißen Berg große Verdienste erwarb und deshalb 1623 in den Freiherrnstand und 1627 in den Grafenstand erhoben wurde. 1652 vernichtete eine Feuersbrunst weite Teile der Stadt. Das 1750 gegründete Kapuzinerkloster wurde im Zuge der Josephinischen Reformen 1789 aufgelöst.
Nachdem 1753 die Czernin-Tochter Maria Ludmilla mit August Anton Lobkowitz verheiratet wurde, gingen Herrschaft und Schloss Mělník an die Lobkowitz über.
Eine wirtschaftliche Entwicklung Mělníks, das 1848 Sitz des Bezirks Mělník wurde, setzte erst im 19. Jahrhundert ein. 1874 erhielt die Stadt Eisenbahnanschluss; 1884 wurde hier die erste Weinbauschule Böhmens gegründet.
Mit dem Ausbau der Elbschifffahrt wurde 1897 ein Frachtschiffhafen errichtet und Anfang des 20. Jahrhunderts die Strecke Aussig (Ústí nad Labem)–u Mělník kanalisiert. Ebenfalls wurde der Moldaukanal südwestlich der Stadt errichtet. Wirtschaftliche Bedeutung haben heute neben dem Weinbau der Maschinenbau und die Nahrungs- und Genussmittelindustrie.

## Sehenswürdigkeiten

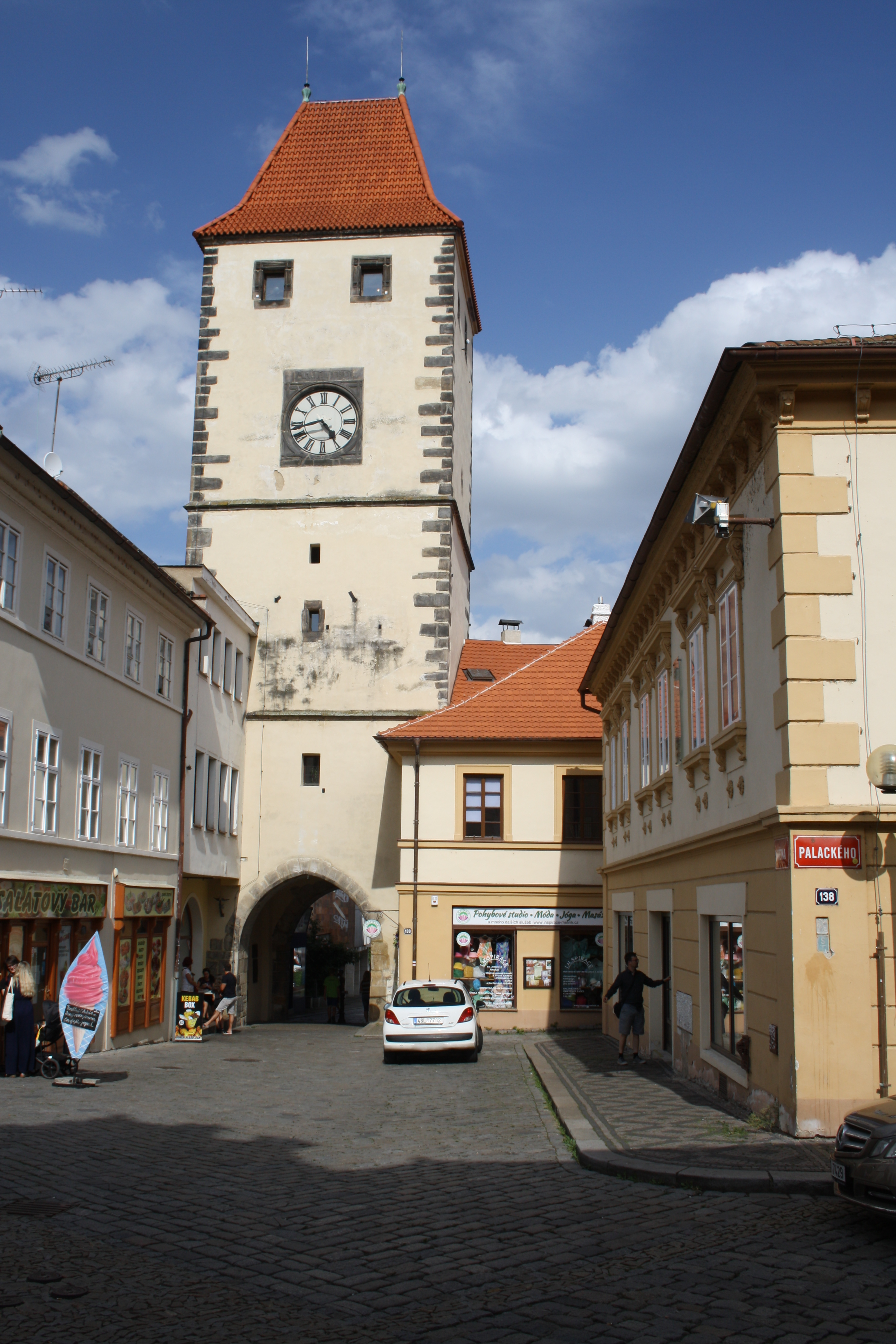
Prager Tor

- Das Schloss Mělník wurde im 16. Jahrhundert aus einer mittelalterlichen Burg umgebaut und im 17. Jahrhundert unter den Czernin verändert. Die heutige Anlage im Stil des Barock schufen die Herren von Lobkowicz.
- Die Propsteikirche St. Peter und Paul (Kostel sv. Petra a Pavla) entwickelte sich aus der ehemaligen Burgkapelle des 11. Jahrhunderts. Aus dieser Zeit stammt noch der viereckige Turm.
- Das Prager Tor aus dem 15. Jahrhundert ist das einzige noch vorhandene Fragment aus der ehemaligen Stadtbefestigung.
- Die St.-Ludmilla-Kirche stammt von 1583.
- Das Rathaus von 1398 wurde im letzten Viertel des 17. Jahrhunderts barockisiert.
- Jüdischer Friedhof

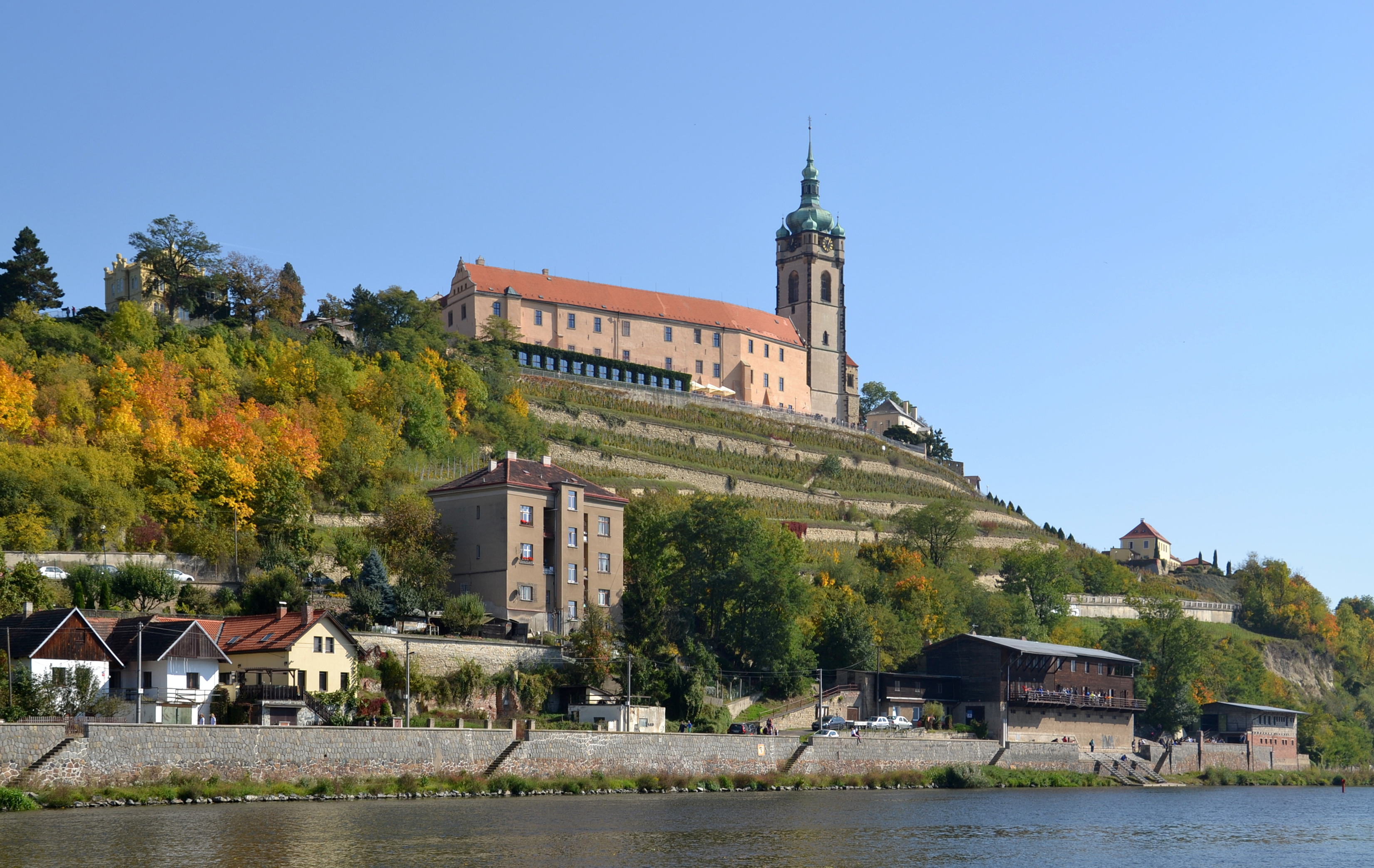
Schloss Mělník über der Elbe
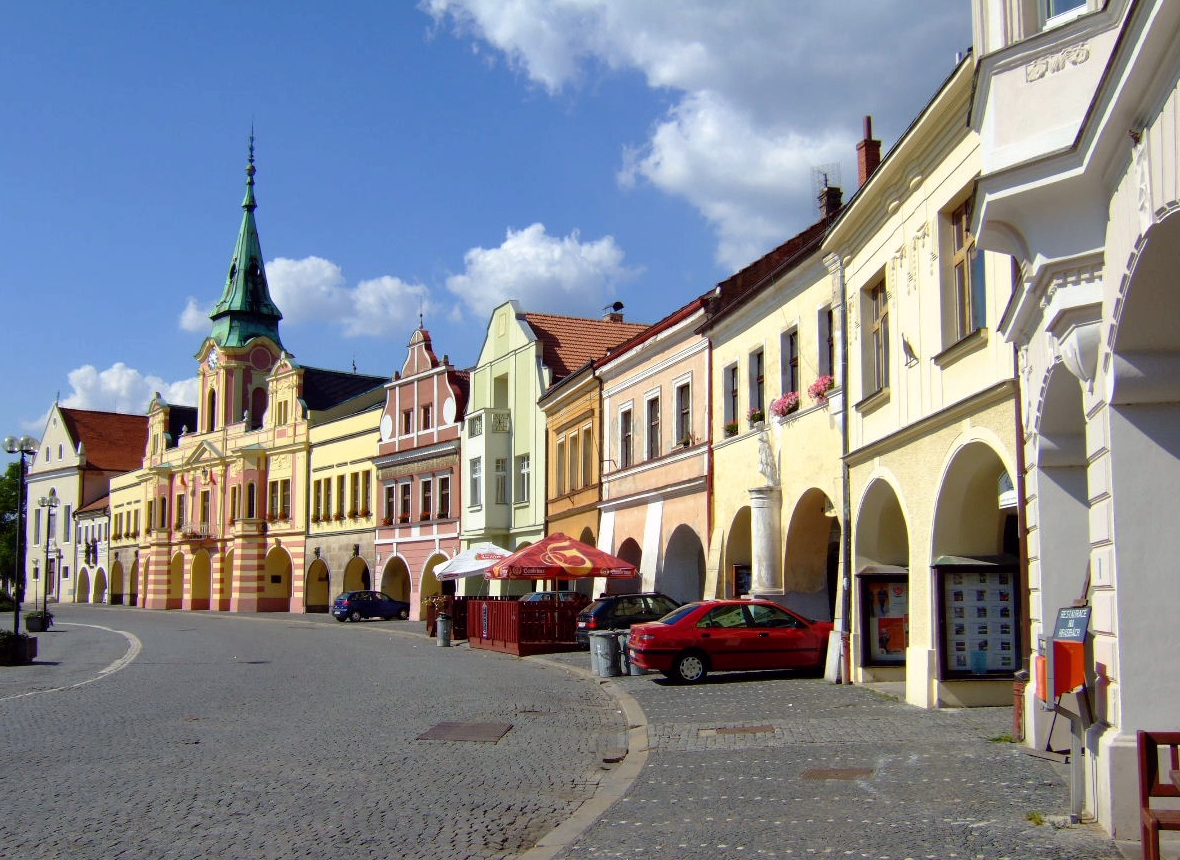
Marktplatz
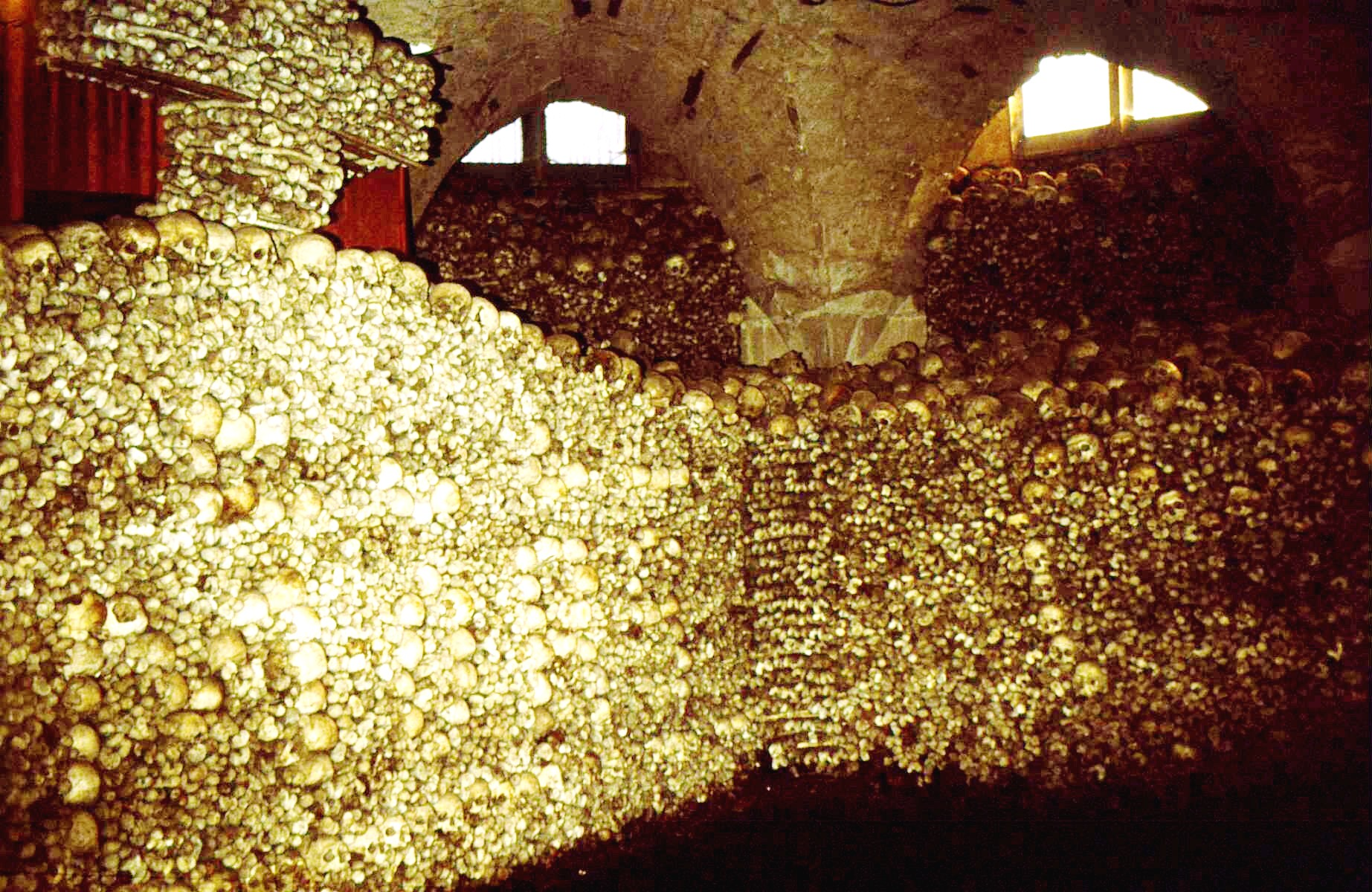
Beinhaus Melnik, 1980
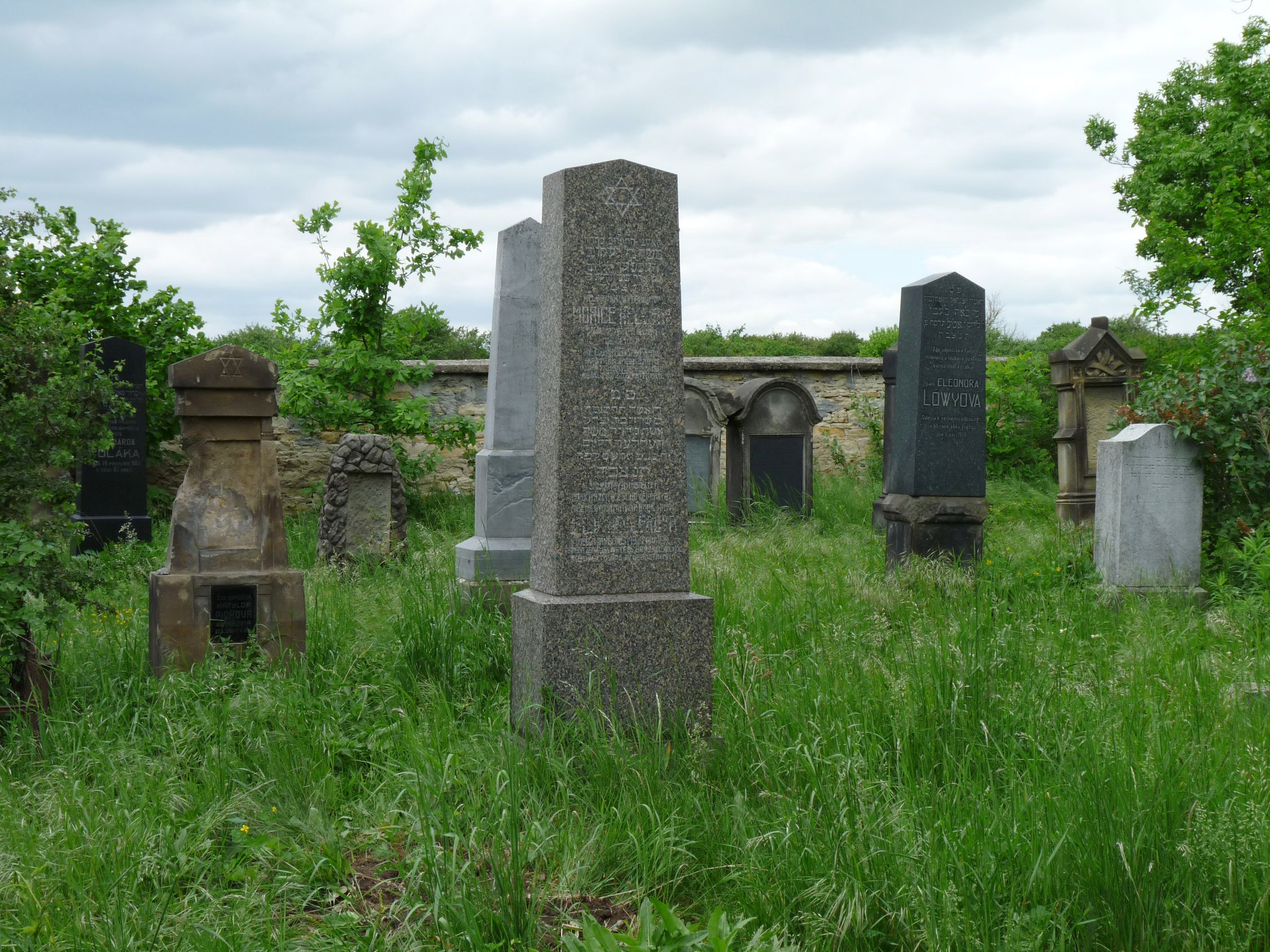
Jüdischer Friedhof

## Sonstige Bauwerke
In der Nähe von Mělník befindet sich eine Sendeanlage für Mittelwelle, die als Antennenträger einen freistehenden Stahlfachwerkturm verwendet. Hier wurde früher der Sender Prag II bzw. Reichssender Böhmen mit 60 kW Leistung auf 1113 kHz betrieben. Das RKS Mělník-Chloumek ist eine leistungsfähige Sendeanlage für Rundfunk im Mittelwellenbereich. Als Antennenträger wird ein geerdeter, 152 Meter hoher freistehender Stahlfachwerkturm verwendet, der eine Reusenantenne verwendet.
Außerdem befindet sich in der Nähe von Mělník das Kraftwerk Mělník, das die Stadt auch mit Fernwärme versorgt.

## Stadtteile
- Malý Borek
- Chloumek
- Mlazice
- Pšovka
- Rousovice
- Vehlovice

Nach 1921 wurden die Gemeinden Mlazice (Mlasitz), Pšovka (Schopka) und Rousovice (Rausowitz) eingemeindet, nach 1945 folgte die Gemeinde Vehlovice (Wehlowitz).

## Schulbezirk
Mit folgenden Gemeinden hat die Stadt Mělník eine Vereinbarung über einen gemeinsamen Schulbezirk abgeschlossen: Hořín, Býkev, Velký Borek, Malý Újezd, Želízy, Lhotka, Střemy und Řepín.

## Persönlichkeiten

### Söhne und Töchter der Stadt
- Ludmilla von Böhmen (um 860–921)
- Johann Heinrich von Luxemburg (1322–1375), Graf von Tirol und Markgraf von Mähren
- František Fridrich (1829–1892), Fotograf und Verleger
- Anna Grosser-Rilke (1853–1944), österreichisch-deutsche Pianistin, Klavierlehrerin und Journalistin
- Karl Tschuppik (1876–1937), Journalist, Publizist und Herausgeber
- Viktor Dyk (1877–1931), Schriftsteller, Politiker und Rechtsanwalt
- Bohumil Rameš (1895–1974), Radrennfahrer
- Josef Straka (1904–1986), Ruderer
- Otakar Jaroš (1912–1943), Offizier
- Jan Palach (1948–1969), Student
- Pavel Verbíř (* 1972), Fußballspieler
- Rudolf Kraj (* 1977), Boxer
- Jitka Čvančarová (* 1978), Schauspielerin
- Václav Drobný (1980–2012), Fußballspieler
- Jakub Kulhánek (* 1984), Politiker
- Jan Šátral (* 1990), Tennisspieler
- Jitka Chlastáková (* 1993), Fußballspielerin
- Lukáš Rohan (* 1995), Kanute

### Weitere
- Jakub Horčický z Tepence (1575–1622), böhmischer Mediziner
- Jiří Jan Lobkowicz (* 1956), tschechischer Politiker
- Barbara von Cilli (um 1390–1451), Frau des Kaisers Sigismund, gestorben in Melnik
- Anton Adalbert Hnogek (1799–1866), Dechant in Melnik
- Das ukrainische Schriftsteller-Ehepaar Wassyl Koroliw und Natalena Korolewa verbrachte die letzten Lebensjahre im Ort

## Städtepartnerschaften
- Wetzikon, Schweiz – seit 1991
- Oranienburg, Deutschland – seit dem 7. Oktober 1974

## Einwohnerentwicklung
| Jahr | Einwohner | Deutsche | Tschechen |
| ---- | --------- | -------- | --------- |
| 1880 | 06.994    | 039      | 06.933    |
| 1910 | 09.180    | 026      | 09.127    |
| 1921 | 09.973    | 044      | 09.871    |
| 1930 | 11.537    | 104      | 11.257    |
| 1970 | 15.497    | –        | –         |
| 2004 | 19.177    | –        | –         |